# Triethylarsenat
Triethylarsenat ist eine chemische Verbindung aus der Gruppe der arsenorganischen Verbindungen.

## Verwendung
Triethylarsenat wurde als Holzschutzmittel verwendet. Es kann auch zur Herstellung von integrierten Schaltkreisen verwendet werden.

## Sicherheitshinweise
Triethylarsenat ist auf Grund seiner Karzinogenität von der Europäischen Chemikalienagentur als besonders besorgniserregender Stoff (SVHC) eingestuft.